# Dryopteris

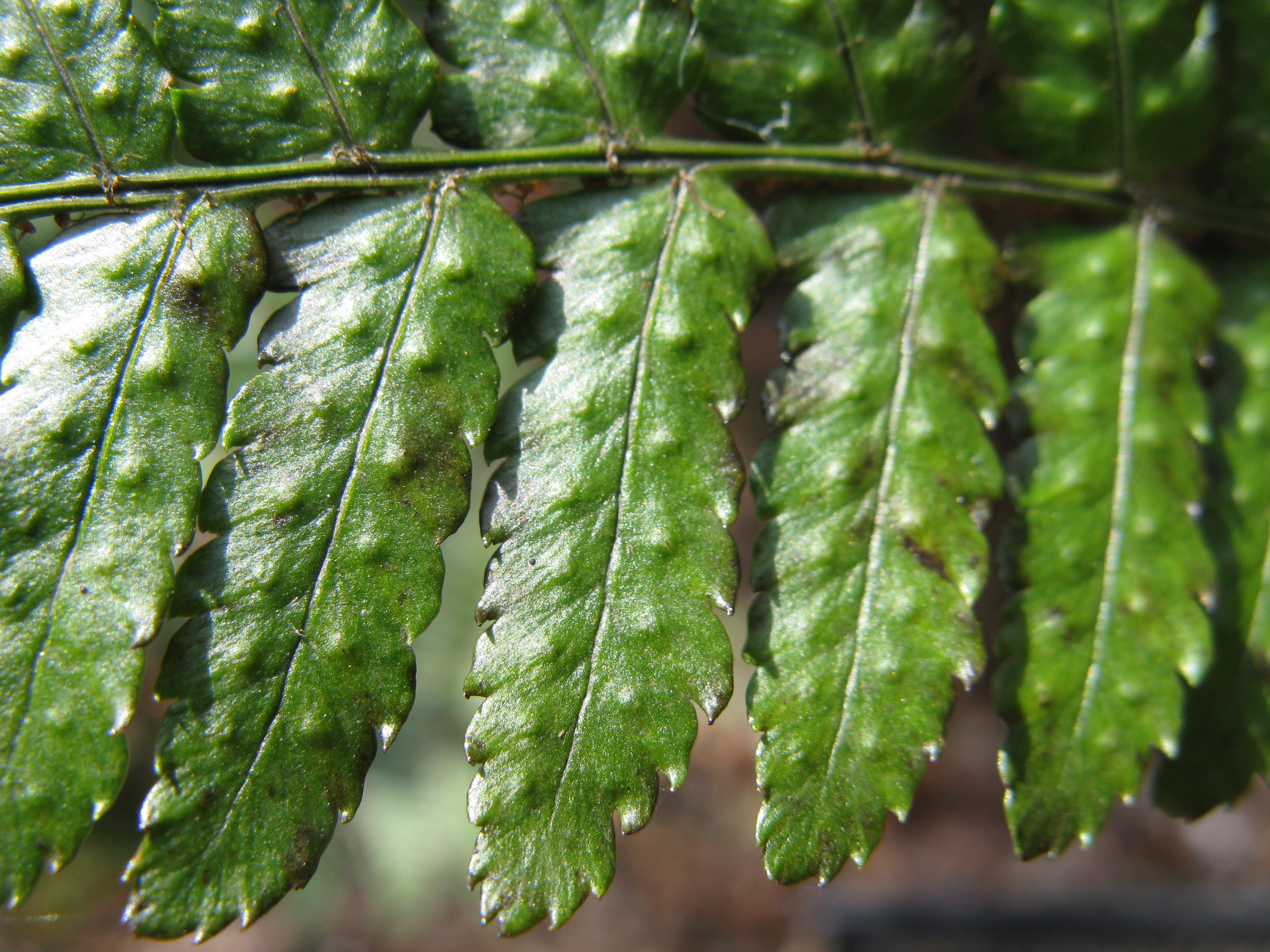
Dryopteris erythrosora

Dryopteris és un gènere de falgueres de la família Dryopteridaceae amb unes 250 espècies que distribuïdes per l'hemisferi nord temperat, amb la majoria de les espècies a l'Àsia de l'Est.

## Característiques
Els rizomes formen una corona d'on surten les frondes com un ram de flors.
La hibridació és un fenomen ben conegut dins el grup, amb moltes espècies formades per hibridació.

## Taxonomia
- Dryopteris abbreviata
- Dryopteris aemula
- Dryopteris affinis
- Dryopteris alpestris
- Dryopteris amurensis
- Dryopteris apicisora
- Dryopteris arguta
- Dryopteris azorica
- Dryopteris barbigera
- Dryopteris bissetiana
- Dryopteris blandfordii
- Dryopteris bodinieri
- Dryopteris borreri
- Dryopteris campyloptera
- Dryopteris canaliculata
- Dryopteris carthusiana
- Dryopteris caucasica
- Dryopteris caudifrons
- Dryopteris celsa
- Dryopteris championi
- Dryopteris changii
- Dryopteris chapaensis
- Dryopteris chinensis
- Dryopteris chrysocoma
- Dryopteris cinnamomea
- Dryopteris clintoniana
- Dryopteris confertipinna
- Dryopteris cordipinna
- Dryopteris corleyi
- Dryopteris costalisora
- Dryopteris crassirhizoma
- Dryopteris crispifolia
- Dryopteris cristata
- Dryopteris cyatheoides
- Dryopteris cycadina
- Dryopteris cyclopeltiformis
- Dryopteris decipiens
- Dryopteris dehuaensis
- Dryopteris dickinsii
- Dryopteris dilatata
- Dryopteris discrita
- Dryopteris enneaphylla
- Dryopteris erythrosa
- Dryopteris erythrosora
- Dryopteris expansa
- Dryopteris fibrilosa
- Dryopteris fibrilosissima
- Dryopteris filix-mas
- Dryopteris floridana
- Dryopteris formosana
- Dryopteris fragrans
- Dryopteris fructuosa
- Dryopteris fuscipes
- Dryopteris gamblei
- Dryopteris goerigiana
- Dryopteris goldiana
- Dryopteris gongboensis
- Dryopteris guanchica
- Dryopteris gushanica
- Dryopteris gushiangensis
- Dryopteris gymnophylla
- Dryopteris gymnosora
- Dryopteris hendersoni
- Dryopteris hexagonoptera
- Dryopteris hirtipes
- Dryopteris huanganshanensis
- Dryopteris hupehensis
- Dryopteris hwangii
- Dryopteris hypophlebia
- Dryopteris immixta
- Dryopteris incisolobata
- Dryopteris integriloba
- Dryopteris integripinnula
- Dryopteris intermedia
- Dryopteris junlianensis
- Dryopteris juxtaposita
- Dryopteris kinkiensis
- Dryopteris labordei
- Dryopteris lacera
- Dryopteris lancipinnula
- Dryopteris lepidopoda
- Dryopteris lepidorachis
- Dryopteris liyangensis
- Dryopteris ludoviciana
- Dryopteris manshurica
- Dryopteris marginalis
- Dryopteris matsumurae
- Dryopteris minjiangensis
- Dryopteris monticola
- Dryopteris montigena
- Dryopteris nanpingensis
- Dryopteris neolepidopoda
- Dryopteris nigrosquamosa
- Dryopteris nyalamensis
- Dryopteris nyingchiensis
- Dryopteris odontoloma
- Dryopteris oligodonta
- Dryopteris oreades
- Dryopteris pacifica
- Dryopteris pallida
- Dryopteris paludicda
- Dryopteris panda
- Dryopteris parasparsa
- Dryopteris pedata
- Dryopteris peninsulae
- Dryopteris podophylla
- Dryopteris polita
- Dryopteris prosa
- Dryopteris pseudo-sikkimensis
- Dryopteris pseudoatrata
- Dryopteris pseudodontoloma
- Dryopteris pseudofibrillosa
- Dryopteris pseudomarginata
- Dryopteris pseudouniformis
- Dryopteris pulcherrima
- Dryopteris qandoensis
- Dryopteris quatanensis
- Dryopteris reflexosquamata
- Dryopteris remota
- Dryopteris rigida
- Dryopteris rosthornii
- Dryopteris sacrosancta
- Dryopteris sanmingensis
- Dryopteris saxifraga
- Dryopteris scottii
- Dryopteris semipinnata
- Dryopteris sericea
- Dryopteris serrato-dentata
- Dryopteris shensicola
- Dryopteris sichotensis
- Dryopteris sieboldii
- Dryopteris sikkimensis
- Dryopteris silaensis
- Dryopteris sino-sparsa
- Dryopteris sinoerythrosora
- Dryopteris sinofibrillosa
- Dryopteris sordidipes
- Dryopteris sparsa
- Dryopteris spinulosa
- Dryopteris squamifera
- Dryopteris squamiseta
- Dryopteris stenolepis
- Dryopteris subatrata
- Dryopteris subbarbigera
- Dryopteris subexaltata
- Dryopteris sublacera
- Dryopteris sublaeta
- Dryopteris submarginata
- Dryopteris submontana
- Dryopteris subtriangularis
- Dryopteris tarningensis
- Dryopteris tenuicula
- Dryopteris tenuissima
- Dryopteris thibetica
- Dryopteris tieluensis
- Dryopteris tsangpoensis
- Dryopteris tyrrhena
- Dryopteris uniformis
- Dryopteris varia
- Dryopteris venosa
- Dryopteris villarii
- Dryopteris wallichiana
- Dryopteris wenchuanensis
- Dryopteris wuyishanensis
- Dryopteris yigongensis
- Dryopteris yungtzeensis
- Dryopteris zayuensis